# Pusiola leiodes
Pusiola leiodes är en fjärilsart som beskrevs av Sergius G. Kiriakoff 1954. Pusiola leiodes ingår i släktet Pusiola och familjen björnspinnare. Inga underarter finns listade.